# Melanosis de la abeja
Es una enfermedad fúngica producida por un hongo  denominado Mellanosella apis, es infecciosa, afecta el sistema reproductivo de la abeja  reina, causándole la esterilidad

## Epizoología
Si bien la distribución mundial del hongo no es conocida con exactitud hasta la fecha, se sabe que tiene presencia en Alemania e Inglaterra, no habiendo sido aparentemente detectado en otros países, lo cual seguramente se da debido a la falta de investigación. El hongo llega a la colmena a través del polen, afectando únicamente a las reinas, aunque las obreras también pueden ser portadoras.
Hay autores como Poltev que sugieren que el hongo es saprofito bajo condiciones normales y
que como la Ascosferosis y Aspergilosis, necesita de factores de predisposición para comenzar a desarrollarse.

## Patogenia
Exactamente cómo se infectan las reinas es una pregunta todavía por responderse. Pueden ingerir el hongo cuando son alimentadas por las obreras nodrizas, aunque hay autores que sugieren que el hongo penetra por la cámara del aguijón. Cuando el hongo se desarrolla en el aparato reproductivo de las reinas causa una coloración oscura del mismo, por ello el término de Melanosis. Los oviductos de las reinas se atrofian por inflamación de los mismos, cortando la puesta. 

## Diagnóstico laboratorial
Se identifica el hongo en laboratorio, observando los órganos lesionados.

## Tratamiento
No se conoce, hasta el momento.